# シナパロ
シナパロ(シナプルとも)(英語:Sinapalo 或いは、Sinapalu)は、アメリカ北マリアナ諸島のロタ島にあるロタ島最大(シナパロの次に大きい村はロタ島南西部に位置するソンソン)の村で、ロタ国際空港の南に位置している。ロタ島の中央部に近い。

## 教育
北マリアナ諸島自治連邦区公立学校制度
- シナパロ小学校[3]
  - シナパロ小学校は、元々あったロタ小中高一貫校のロタ小学校がソンソンからシナパロに校舎を移した事によって出来た小学校である[4][4]。シナパロ小学校は2期に分けて建てられた。ロタ市とロタリゾートホテルが資金供給してくれたお陰で、1995年に第1段階が完成した。その後4年間の工事中止期間を経て、ロタ市が建設再開を認めた後2002年2月に第2段階が完成し、同年同月にロタ小学校は開校した[5]。
- * リタ・ホコグ・イノス博士小・中・高一貫校（英語版）(ソンソン)…シナパロの子供たちはここに通学する。

座標: 北緯14度09分56秒 東経145度13分51秒 / 北緯14.1656度 東経145.2308度